# Lemborexant
Le lemborexant, commercialisé sous la marque Dayvigo, est un médicament antagoniste de l'orexine utilisé dans le traitement de l'insomnie. Il est indiqué spécifiquement dans le traitement de l'insomnie caractérisée par des difficultés de début du sommeil ou de maintien du sommeil chez l'adulte. Le médicament est pris par voie orale.
Les effets secondaires du lemborexant comprennent la somnolence, la fatigue, les maux de tête et les rêves anormaux. Le médicament est un antagoniste double des récepteurs de l'orexine (DORA). Il agit comme un double antagoniste sélectif des récepteurs de l'orexine OX 1 et OX 2. Le lemborexant a une longue demi-vie d'élimination de 17 à 55 heures et un temps de pointe d'environ 1 à 3 heures. Ce n'est pas une benzodiazépine ou un médicament Z et n'interagit pas avec les récepteurs GABA, mais a plutôt un mécanisme d'action distinct.
Le lemborexant a été approuvé pour un usage médical aux États-Unis en décembre 2019,,. Il s'agit d'une substance contrôlée du tableau IV aux États-Unis et son potentiel d'abus est faible. Outre le lemborexant, d'autres antagonistes des récepteurs de l'orexine, notamment le suvorexant et le Daridorexant, ont également été introduits,. Le composé fait l'objet des essais cliniques en Europe, mais n'est pas autorisé pour la commercialisation au continent .